# Anelaphus mutatum
Anelaphus mutatum là một loài bọ cánh cứng trong họ Cerambycidae.